# コンソル公債
コンソル公債（consols）とは、イギリスとアメリカ合衆国で発行されていた永久に一定額の利子（クーポン）が支払われる債券公債のことである。償還しない代わりに、永久に利子が払われる契約に基づく永久債の代表的な例の一つで、しばしば、経済学で利子と債券や流動性選好説、流動性の罠を説明する際に用いられる。名称は1751年に発行された最初のコンソル公債の名称consolidated annuities（「統合年金」の意味）に由来する。

## 歴史

### イギリス
1749年、イギリスの首相および財務大臣ヘンリー・ペラムは既存9公債を統合して借り換えを行う政策を打ち出した。このとき、イギリス国債の利子率は4%だったが、ペラムは議会立法により借り換え案を債権者に出した。すなわち、借り換え案に同意した場合、1年間は利子率が4%に維持されるが、その後7年間3.5%になり、それ以降は3%となる。利子率が3%になるまでは償還されない（すなわち、利子を受け取れる）ことが保証された。この借り換え案への賛否を3か月内に表明するものとされ、その間に額面約3900万ポンド分の国債（国債残存分の3分の2以上）について同意が得られた。同年のうちにもう1つの議会立法が成立し、賛否表明の猶予が3か月延長されたが、延長期間中に同意した場合は利子率が7年間3.5%ではなく、5年間3.5%となる。この延長期間には額面1560万ポンド分の同意が得られ、同意が得られなかった国債（額面350万ポンド未満）については額面で償還し、政府がほかに借款を行うこととなった。借り換え案に基づき、利子率3.5%のコンソル公債が1751年に発行され、1757年には利子率が3%に減らされた。この借り換えにより、政府は利子率3.5%への変更で利子支出が毎年272,000ポンド低下し、3%への変更でさらに毎年272,000ポンド低下した。以降19世紀初までさらなる借り換えはなく、1788年の英仏と1792-94年のアメリカを比較して、国債残高に対する国債費の割合はイギリス3.8%、フランス7.5%、アメリカ4%であった。
1844年時点でイギリス国債の利子率は3%、3.5%、5%の3種類があり、うち3%が3分の2、3.5%が3分の1を占め、5%がごくわずかになっていた。財務大臣ヘンリー・ゴールバーンは1844年に3.5%国債の持ち主に対し借り換え案を出し、利子率を10年間3.25%、その後20年間3%に固定することとした。この借り換え案は広く歓迎され、額面2億4900万ポンド分の同意が得られ、額面で償還されたのは額面10万3千ポンドだけだった。
1887年、財務大臣ジョージ・ゴッシェンが新たに借り換え案を出した。この借り換え案の利子率は1年間3%、14年間2.75%、20年間2.5%であり、この35年間は償還されないことが保証される。ただし、このときに公債の仕組みが変更され、35年間経過した後、すなわち1923年以降は議会の承認をもって償還できるようになり、償還の通知期間もなくなるとされた。この借り換えは「ゴッシェン公債」（Goschens）と通称され、それまでのコンソル公債の大半がゴッシェン公債に転換された。
ゴッシェンの改革により償還が容易になったが、市価が安く利率も低いため、「事実上の永久公債」とされ、その価格がイギリスの国家信用と経済状態の指標になった。一方で第一次世界大戦と第二次世界大戦に伴う国債増発でコンソル公債がイギリス国債を占める比率が低下、1961年には3%程度になった。
2014年10月、財務大臣ジョージ・オズボーンはイギリス国債の利回り低下に伴いコンソル公債の償還計画を発表し、その9か月後の2015年7月5日にイギリス最後のコンソル公債が償還された。

### アメリカ

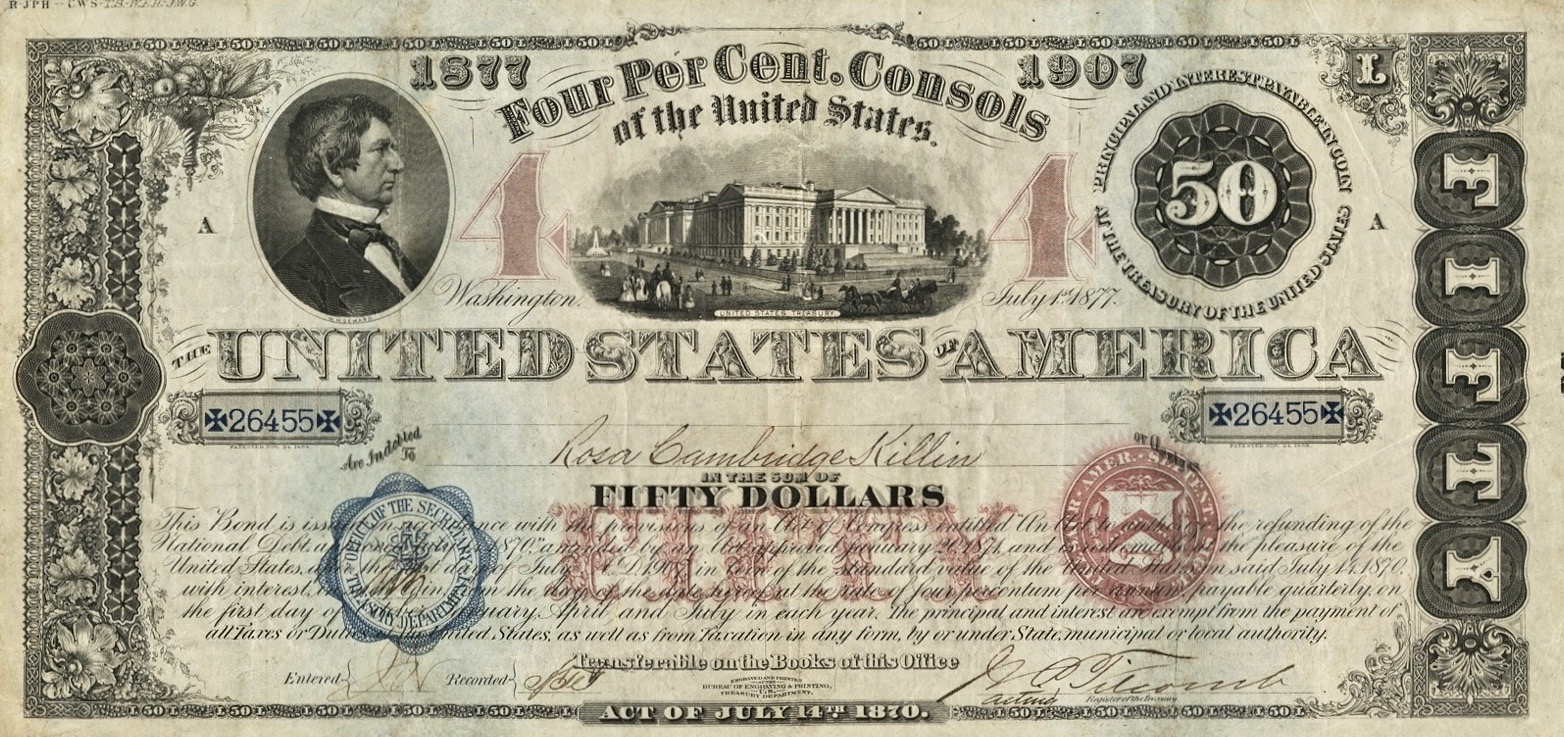
1877年にアメリカで発行されたコンソル公債。

ユリシーズ・グラント大統領時代の1870年から1871年までと1875年、アメリカ合衆国議会は30年間償還なし条項を含むコンソル公債の発行を許可した。これらのコンソル公債で得た資金により、アメリカ政府は金を購入して金本位制に回帰したが、1893年恐慌により1895年と1896年に利子率4%のコンソル公債を発行して、それを元手に金を購入することを余儀なくされた。
1900年、アメリカ政府は利子率2%で30年間償還なし条項を含むコンソル公債を発行して、それまでの高利子国債の借り換えを行った。次の国債発行はパナマ運河の建設費用を工面するためのものだったが、この国債はコンソル公債ではなく、償還期限が設定された。アメリカがコンソル公債への依存から脱したことを示す出来事であり、その後1895年から1896年までに発行されたコンソル公債が1925年、1900年に発行されたコンソル公債が1935年に償還された。このときには財務省による国債管理が現代化され、コンソル公債が発行されることはなくなった。